# Station Chocznia
Station Chocznia is een spoorwegstation in de Poolse plaats Chocznia.